# Министарство унутрашње безбедности САД
Министарство унутрашње безбедности Сједињених Држава (енгл. United States Department of Homeland Security, DHS) је министарство Савезне владе САД. Има одговорност јавне безбедности; може се грубо упоредити са министарствима унутрашњих послова других држава. Надлежности које обавља су везане за антитероризам, обезбеђивање граница, имиграције и царињење, сајбер безбедност, спречавање катастрофа. Министарство је основано новембра 2002. као одговор на 11. септембар; те представља најмлађи кабинетски департмент САД.